# Joseph Fesch
Joseph Fesch (Ajaccio, 1763 – Roma, 1839) fou un cardenal francès i oncle matern de Napoleó Bonaparte.
Destinat a l'estat eclesiàstic, estudià al seminari d'Ais. El 1791 era arxidiaca, però durant la Revolució francesa ingressà a l'exèrcit, i el 1796, en la primera campanya d'Itàlia, rebé del seu nebot Bonaparte el càrrec de comissari de Guerra, però a causa de les moltes queixes i acusacions que se li dirigiren, aviat renuncià al títol.
El 1799 tornà a l'estat eclesiàstic i fou nomenat canonge de Bastia; l'abril de 1802 va ser promogut a la cadira arquebisbal de Lió; el 1803 se li atorgà el capell cardenalici i poc després fou nomenat ambaixador francès a la cort pontifícia. El 1804 acompanyà el Papa a París per la coronació de Napoleó I; al mateix temps se li donà el càrrec de gran capellà de l'emperador i fou nomenat, a més, comte i senador.
El 1810 presidí a París un concili del clergat francès, en què parlà a favor del papa Pius VII i contra els mals tractes que donava Napoleó al Pontífex. Havia estat proposat anteriorment per a l'arquebisbat de París, però no va voler acceptar l'honor. En apropar-se els austríacs (1814) escapà amb Leticia, mare de l'emperador, a Roma, on hi visqué completament retirat, dedicat a les arts i les ciències.
No volgué renunciar a l'arquebisbat de Lió, pel qual aquesta diòcesi fou administrada per un vicari durant vint-i-quatre anys. La seva col·lecció de pintures, de renom universal, contenia més de 20.000 obres. La seva correspondència amb Napoleó fou publicada per Du Casse (París, 1855).
A Ajaccio se li erigí una estàtua en bronze el 1856.